# Дамир Ханданович
Дамир Ханданович (на сръбски: Дамир Хандановић) е сръбски композитор и текстописец. От 2008 г. започва да композира и да пише текстове на песни за известни певци, като Цеца Ражнатович, Ана Николич, Наташа Беквалац, Гога Секулич, Деян Матич, Саша Матич, Миле Китич, Дженан Лончаревич и други .
През 2023 г. Дамир Ханданович сключва брак със сръбската банкерка и политик Дубравка Джедович.